# Міус (селище)
Міус — селище в Україні, в Алчевській міській громаді Алчевського району Луганської області. Населення становить 139 осіб. До 2020 орган місцевого самоврядування — Чорнухинська селищна рада.
Відповідно до Розпорядження Кабінету Міністрів України від 12 червня 2020 року № 717-р «Про визначення адміністративних центрів та затвердження територій територіальних громад Луганської області» увійшло до складу Алчевської міської громади. 

## Історія
В часі російсько-української війни 2014 року 2 жовтня біля села Міус на міні РГД-5 подірвалася група українських військових, загинув один військовик.
7 жовтня 2014 року селище було виключено зі складу Перевальського району і приєднано до Попаснянського району Луганської області.
19 лютого 2015 року після ліквідації Дебальцевого як такого українські війська відійшли із Міуса.

## Населення

### Мова
Розподіл населення за рідною мовою за даними перепису 2001 року:
| Мова       | Кількість | Відсоток |
| ---------- | --------- | -------- |
| російська  | 89        | 64.03%   |
| українська | 50        | 35.97%   |
| Усього     | 139       | 100%     |